# Набережное (станция)
На́бережное — железнодорожная станция на линии Елец — Валуйки Белгородского региона Юго-Восточной железной дороги.
Располагается в селе Набережное Воловского района Липецкой области.

## История
Станция была возведена в 1897 году по типовому проекту на строящейся железнодорожной линии Елец — Касторное. Рядом со станцией построены водонапорная башня для заправки паровозов, погрузочно-разгрузочная площадка и дома для работников станции, элеватор.
1 октября 1897 года станция начала свою работу. В конце XIX — начале XX веков главным назначением станции стал вывоз хлеба из окрестных поместий.

## Современность
В настоящее время станция является конечной для пригородных поездов из Старого Оскола и Касторного, со стороны Ельца - пригородный электропоезд "Елец - Касторная-Новая". Пассажирские поезда до Ельца, Белгорода, Москвы.
Через станцию проходит обмен грузов между восточной Украиной и центром европейской части России.